# جون بيرسيفال لايلي
جون بيرسيفال لايلي هو سياسي كندي، ولد في 14 يوليو 1878، وتوفي في 1968. انتخب عضو المجلس التشريعي من ساسكاتشوان.